# Сербины Горицы
Сербины Горицы — русская деревня в Сонковском районе Тверской области. Входит в состав Григорковского сельского поселения.
Расположена на реке Кромница в 4 км к востоку от районного центра Сонково.
Название деревни образовано от фамилии помещиков Сербениных (Сербиных). Рядом большая деревня Грязные Горицы (сейчас Новые Горицы). В XIX — начале XX века сельцо Сербины Горицы относилось к Григорковскому приходу Константиновской волости Кашинского уезда.
В 1997 году деревня входила в состав Новогорицкого сельского округа, в ней 26 хозяйств, 56 жителей.

## Население
| 2010 |
| ---- |
| 27   |

По переписи 2002 года население 37 человек.